# Arantxa
Arantxa (em basco) ou Arancha (em castelhano) é um hipocorístico do prenome feminino  basco Arantzazu ou Aránzazu, que, na língua basca, significa  'espinhoso' ou 'onde há muitos espinhos'. É um dos prenomes bascos que têm origem na devoção católica a Maria (tais como Itziar e Ainhoa) e refere-se a Nossa Senhora de Arantzazu, cujo  santuário está situado em Oñati, na província de Guipúzcoa, comunidade autónoma do País Basco.
A festa da Virgem de Arantzazu, padroeira de Guipúzcoa, é comemorada em 9 de setembro.

## Etimologia
A raiz é arantza, termo basco que significa 'espinho'. Já os sufixo -zu e  -tsu  indicam "abundância". Portanto, a palavra arantzazu vem a significar  "abundância de espinhos" e faz  referência à  grande quantidade de arbustos espinhosos existentes no local do santuário.

## Origem e difusão
O nome do santuário está relacionado com a lenda de sua aparição. O historiador cântabro Esteban de Garibay, em seu Compendio historial de las chrónicas y universal historia de todos los reynos de España (1571), diz que a Virgem apareceu a uma donzela chamada María de Datuxtegui. O mesmo livro, entretanto, dá uma outra versão, que é a mais conhecida e, segundo Garibay, baseia-se no relato de uma testemunha que teria conhecido Rodrigo de Balzategui, um pastor que contava ter descoberto a pequena imagem da Virgem escondida no meio de uma mata de espinhos, junto a um cincerro, em 1469. Ao vê-la, teria exclamado: ¡¿Arantzan zu?!, que significa  "Nos espinhos, tu?!"

## Pessoas
Entre as pessoas com o nome Arantxa estão :
- Arantxa Parra Santonja,  tenista catalã
- Arantxa Urretabizkaia, escritora, atriz e roteirista espanhola, nascida no País Basco
- Arantxa Sánchez, ex-tenista catalã
- Arantxa Rus, tenista neerlandesa

## Lugares
Além do próprio Santuário de Aránzazu (Guipúscoa, País Basco), outros lugares denominados Aránzazu ou Aranzazu são:
- Aránzazu (Biscaia, País Basco)
- Aranzazu (Colômbia)